# 基米-阿利韦里翁
基米-阿利韦里翁（希臘語：Κύμη-Αλιβέρι）是希腊中希臘大區埃维亚专区的市镇，行政中心为阿利韦里翁镇。市镇面积为804.98平方公里，2021年人口数量为26,350人。
此市镇设立于2011年地方政府改革中，由原5个市镇合并而成，原市镇则成为此市镇的5个市区。